# Malcolmia flexuosa
Malcolmia flexuosa là một loài thực vật có hoa trong họ Cải. Loài này được (Sm.) Sm. mô tả khoa học đầu tiên năm 1831.